# نيسان ان في 200
نيسان ان في 200 (بالإنجليزية: Nissan NV200)‏ هي سيارة من صناعة نيسان موتورز أنتجت في 2009.